# Strâmba-Jiu, Gorj
Strâmba-Jiu este un sat ce aparține orașului Turceni din județul Gorj, Oltenia, România. Se află în partea de SV a județului, în Dealurile Jiului.

### Obiective Turistice
Se pot vizita Biserica Parohială de lemn construită în stil maramureșean, Manastirea Sf. Treime, Monumentul Eroilor dar si Targul anual.